# Tourist LeMC
Tourist LeMC (vaak kortweg Tourist genoemd), artiestennaam van Johannes Faes (Schoten, 9 oktober 1984), is een Belgische hiphop- en kleinkunstartiest. Zijn rap- en zangtaal is gebaseerd op het Antwerps, doorspekt met klanken en nadrukken van vreemde oorsprong. Hij is de stadstroubadour van Antwerpen.
Zijn grootste muzikale invloed is de Franse hiphopscene van eind jaren negentig. Zijn muziek wordt gekenmerkt door invloeden uit de reggae, maar vooral ook uit de kleinkunst en folk.

## Levensloop
Johannes Faes werd geboren als derde van vier zonen in Schoten op 9 oktober 1984. Zijn moeder is verpleegkundige, zijn vader leerkracht. Hij verhuisde op 6-jarige leeftijd naar de volkswijk Seefhoek in Antwerpen (stad). Hij is gehuwd met zijn vroegere Poolse buurmeisje Marta. Zij hebben drie zonen en wonen samen in Antwerpen.
Johannes is afgestudeerd als maatschappelijk werker. In de sociale sector heeft hij gewerkt met o.a. delinquente jongeren en bij het OCMW Antwerpen.

## Carrière

### 2010–2016
Op 23 december 2010 verscheen zijn debuutalbum Antwerps Testament via het label Eigen Makelij. Hierop staat onder andere Triestige plant, een samenwerking met de Antwerpse volksgroep Katastroof. Antwerps Testament werd geproduceerd door Kinetic (Serge Ernalsteen) en Yello Staelens.
In 2012 bereikte hij de finale van Humo's Rock Rally, een belangrijke muzikale competitie in Vlaanderen. Liefde Liefde werd kort hierna een eerste single. StuBru lanceerde deze single als 'hotshot'.
In 2013 werd Antwerps Testament heruitgebracht onder het Nederlandse hiphoplabel Top Notch. Het album was volledig geremasterd en er waren twee bonusnummers aan toegevoegd: Visa Paspor met Typhoon (rapper) en Klein Gebedje met Sticks. Beide songs werden door verschillende radio zenders opgepikt als single. Visa Paspor werd 'Big Hit' op MNM (radio).
In 2014 bracht hij twee ep's uit in aanloop naar een nieuw album En Route dat begin 2015 verscheen. Op deze ep's staan onder andere een cover van Ik wil deze nacht in de straten verdwalen van Wannes Van de Velde en een herbewerking van het nummer De twaalf zakken miljonairs van John Lundström. Van de Velde en Lundström zijn kleinkunstlegenden uit Antwerpen en beiden een inspiratiebron voor Tourist.
In 2015 werd hij genomineerd voor vijf MIA's. Hij won twee MIA's voor de categorieën Nederlandstalig en doorbraak. In 2016 werd hij weer twee keer genomineerd voor de MIA's, maar ditmaal kon hij er geen verzilveren.

### 2016–2021
Met het lied Horizon (een samenwerking met Wally) bereikte Tourist een nieuw record in de Vlaamse top 50 van Ultratop. In augustus 2016 stond het lied gedurende 21 weken op de eerste plaats. Dat was één week meer dan de vorige recordhouder (Kvraagetaan van de Fixkes). Mede dankzij het succes van deze single was hij een van de prominente artiesten van de Radio 2 Zomerhit. Hij was genomineerd voor drie awards; zomerhit 2016, beste zanger en beste Nederlandstalig lied, waarvan hij die laatste award ook daadwerkelijk won.
In november 2018 kwam het derde album We begrijpen mekaar uit. Net zoals En Route werd deze plaat geproduceerd door Youssef Chellak. Een maand later werd het album goud. De eerste single Spiegel (waarvan Raymond Van Het Groenewoud het refrein inzong) bleef minstens 19 weken op 1 staan in de Vlaamse Top 50 en kwam daarmee naast Horizon in de top 5 van langst op 1 genoteerde Vlaamse Nederlandstalige hits ooit te staan. Tijdens de Warmste Week van 2018 was Spiegel de derde meest aangevraagde song. Eind 2018 gaf Tourist een uitverkocht concert in de Antwerpse Lotto Arena. Voor de MIA's van 2018 werd Tourist driemaal genomineerd en won hij de award voor Beste Urban. In het voorjaar van 2019 verscheen Oprechte Leugens, de derde single van het album We begrijpen mekaar en de vijfde nummer 1-hit voor Tourist in de Vlaamse Top 50.
Met de single Ubuntu leverde Tourist het campagnelied van 2019 voor 11.11.11. De campagne ging over changemakers in binnen- en buitenland. Tourist reisde in dat kader af naar Bukavu in Congo om lokale partners van 11.11.11 te ontmoeten. Ubuntu werd gedraaid op alle grote radiozenders in Vlaanderen en werd begin oktober 2019 zijn zesde nummer 1-hit in de Vlaamse Top 50.
Op 8 november 2019 gaf Tourist LeMC voor het eerst een optreden in een uitverkocht Sportpaleis in Antwerpen. Diezelfde dag kreeg hij een platina plaat voor het album We begrijpen mekaar. Tijdens de MIA-uitreiking van 2019 kreeg Tourist zijn vierde MIA overhandigd, wederom die van de categorie Urban. In de zomer van 2020 maakte Tourist samen met de West-Vlaamse Brihang een Belgische remix van Alles is gezegend van hun Nederlandse collega Typhoon. Dit nummer werd goed onthaald en bereikte de tweede plaats in de Vlaamse Top 50.

### Sinds 2021
In 2021 werd Tourist een van de coaches van The Voice van Vlaanderen op VTM en was hij tevens deelnemer aan het televisieprogramma Liefde voor muziek.
Op 2 april 2021 kwam de vierde plaat Niemandsland uit, die meteen op nummer 1 debuteerde in de Vlaamse albumlijst. Op dit album staan samenwerkingen met Meskerem Mees, Bert Ostyn van Absynth Minded en Wally. Het album bestaat uit twee delen: de langspeler Niemandsland enerzijds en de covers uit Liefde voor muziek anderzijds. De hoes van het album toont een olieverfschilderij gemaakt door Marta Mataczynska, de echtgenote van Tourist. Het album werd de best verkochte en beluisterde Belgische plaat van 2021 in België (cfr. Humo en Ultratop). Een half jaar na Niemandsland verscheen (zowel op cd als vinyl) de verzamelbox Tot hiertoe, bestaande uit de vier albums die Tourist tot dan toe had uitgebracht.
Ter gelegenheid van het jubileumseizoen van Liefde voor muziek keerde Tourist in 2024, samen met andere oud-deelnemers, terug in dat programma. De covers die hij er ten gehore bracht werden, samen met een overzicht van zijn grootste hits, uitgebracht op het album Onderweg.

## Hitnoteringen

### Albums
| Album met hitnotering(en) in de Vlaamse Ultratop 200 albums | Datum van verschijnen | Datum van binnenkomst | Hoogste positie | Aantal weken | Opmerkingen         |
| ----------------------------------------------------------- | --------------------- | --------------------- | --------------- | ------------ | ------------------- |
| Antwerps testament                                          | 2010                  | 23-06-2012            | 12              | 73           |                     |
| En route                                                    | 20-03-2015            | 28-03-2015            | 2               | 454*         | 2 X Platina         |
| We begrijpen mekaar                                         | 09-11-2018            | 17-11-2018            | 1(1wk)          | 117          | Platina             |
| Niemandsland                                                | 02-04-2021            | 10-04-2021            | 1(1wk)          | 54           |                     |
| Tot hiertoe...                                              | 15-10-2021            | 23-10-2021            | 5               | 9            | Verzamelbox         |
| Onderweg                                                    | 21-06-2024            | 29-06-2024            | 5               | 12           | Deels verzamelalbum |
| Alles onder controle                                        | 14-03-2025            | 22-03-2025            | 1               | 10*          |                     |

| Album met eventuele hitnotering(en) in de Nederlandse Album Top 100 | Datum van verschijnen | Datum van binnenkomst | Hoogste positie | Aantal weken | Opmerkingen |
| ------------------------------------------------------------------- | --------------------- | --------------------- | --------------- | ------------ | ----------- |
| En route                                                            | 2015                  | 25-04-2015            | 61              | 1            |             |

### Singles
| Single met hitnotering(en) in de Vlaamse Ultratop 50 | Datum van verschijnen | Datum van binnenkomst | Hoogste positie | Aantal weken | Opmerkingen                                                           |
| ---------------------------------------------------- | --------------------- | --------------------- | --------------- | ------------ | --------------------------------------------------------------------- |
| Liefde liefde                                        | 2012                  | 16-06-2012            | tip 13          | -            |                                                                       |
| Visa paspor                                          | 2013                  | 31-08-2013            | tip 21          | -            | met Typhoon                                                           |
| Klein gebedje                                        | 2013                  | 23-11-2013            | tip 68          | -            | met Sticks                                                            |
| Bilan                                                | 2014                  | 19-04-2014            | tip 49          | -            |                                                                       |
| Deze nacht                                           | 2014                  | 07-06-2014            | tip 18          | -            | Nr. 44 in de Vlaamse Top 50                                           |
| Koning Liefde                                        | 2015                  | 11-04-2015            | 17              | 15           | Nr. 3 in de Vlaamse Top 50 / Goud                                     |
| De troubadours                                       | 2015                  | 29-08-2015            | 35              | 9            | met Flip Kowlier / Nr. 2 in de Vlaamse Top 50                         |
| En route                                             | 2015                  | 19-12-2015            | 11              | 15           | Nr. 1 in de Vlaamse Top 50                                            |
| Horizon                                              | 2016                  | 02-04-2016            | 6               | 28           | met Spiritually Wally / Nr. 1 in de Vlaamse Top 50 / Goud             |
| Meester Kunstenaar                                   | 2016                  | 22-10-2016            | 19              | 9            | met Bart Peeters / Nr. 1 in de Vlaamse Top 50                         |
| Spiegel                                              | 2018                  | 13-10-2018            | 2               | 24           | met Raymond Van Het Groenewoud / Nr. 1 in de Vlaamse Top 50 / Platina |
| We begrijpen mekaar                                  | 2018                  | 22-12-2018            | 32              | 7            | Nr. 3 in de Vlaamse Top 50                                            |
| Oprechte leugens                                     | 2019                  | 11-05-2019            | 45              | 4            | met Alice on the Roof / Nr. 1 in de Vlaamse Top 50                    |
| Tramontane                                           | 2019                  | 14-09-2019            | 50              | 1            | Nr. 3 in de Vlaamse Top 50                                            |
| Ubuntu                                               | 2019                  | 05-10-2019            | 26              | 13           | Nr. 1 in de Vlaamse Top 50                                            |
| Welkom                                               | 2020                  | 08-02-2020            | tip 1           | -            | Nr. 3 in de Vlaamse Top 50                                            |
| Alles is gezegend                                    | 2020                  | 25-07-2020            | 23              | 12           | met Brihang & Typhoon / Nr. 2 in de Vlaamse Top 50                    |
| Zoals je bent                                        | 2021                  | 20-02-2021            | tip 4           | -            | Uit Liefde voor muziek / Nr. 7 in de Vlaamse Top 50                   |
| Kom naar het water                                   | 2021                  | 06-03-2021            | tip 13          | -            | Uit Liefde voor muziek / Nr. 13 in de Vlaamse Top 50                  |
| Envoi                                                | 2021                  | 13-03-2021            | tip             | -            | Uit Liefde voor muziek / Nr. 48 in de Vlaamse Top 50                  |
| Vrije val                                            | 2021                  | 20-03-2021            | tip 35          | -            | Uit Liefde voor muziek / Nr. 19 in de Vlaamse Top 50                  |
| Koorddanser                                          | 2021                  | 27-03-2021            | tip             | -            | met Wally / Uit Liefde voor muziek                                    |
| Niemandsland                                         | 2021                  | 10-04-2021            | 28              | 16           | met Meskerem Mees / Nr. 3 in de Vlaamse Top 50 / Goud                 |
| Bal aan de voet                                      | 2021                  | 09-10-2021            | 41              | 4            | Nr. 6 in de Vlaamse Top 30                                            |
| De ander                                             | 2023                  | 21-01-2024            | 34              | 2            | Nr. 7 in de Vlaamse Top 30                                            |

## Discografie

### Albums
- 2010: Antwerps testament
- 2013: Antwerps testament (heruitgave)
- 2014: Bilan (ep)
- 2014: Deze nacht (ep)
- 2015: En route
- 2018: We begrijpen mekaar
- 2021: Niemandsland
- 2021: Tot hiertoe... (verzamelbox)
- 2024: Onderweg (deels verzamelalbum)
- 2025: Alles onder controle

### Singles
- 2012: Liefde, liefde
- 2013: Visa Paspor (met Typhoon)
- 2013: Klein gebedje (met Sticks)
- 2014: Bilan
- 2014: Deze nacht
- 2015: Koning Liefde
- 2015: De troubadours (met Flip Kowlier)
- 2015: En route
- 2016: Horizon (met Wally)
- 2016: Meester Kunstenaar (met Bart Peeters)
- 2018: Spiegel (met Raymond van het Groenewoud)
- 2018: We begrijpen mekaar
- 2019: Oprechte leugens (met Alice on the Roof)
- 2019: Tramontane
- 2019: Ubuntu
- 2020: Welkom
- 2020: Alles is gezegend (Belgische remix met Brihang & Typhoon)
- 2021: Niemandsland (met Meskerem Mees)
- 2021: Bal aan de voet
- 2022: Sporen (met Bert Ostyn)
- 2022: Adem
- 2024: De ander
- 2024: Wie (met Maksim)